# 华南农业大学资源环境学院
华南农业大学资源环境学院，在华南农业大学校内简称资环。资源环境学院成立于1996年，是由原植保系和国土资源与环境科学系合并而成。学院前身可追溯到“植物保护”和“农业化学分析”学科发展历史。

## 學院組織架構
- 设有7个系：昆虫学、植物病理学、农药学、植物营养学、土壤学、环境科学与工程、制药工程
- 5个专业：植物保护、资源环境科学、环境工程、环境科学、制药工程
- 2个一级学科博士学位授权点：植物保护、农业资源利用
- 7个二级学科博士学位授权点：农业昆虫与害虫防治、植物病理学、农药学、植物营养学、土壤学、肥料学、农业环境科学
- 2个博士后科研流动站：植物保护、农业资源利用
- 3个一级学科硕士学位授权点：环境科学与工程、农业资源利用、植物保护
- 1个国家级重点学科：农业昆虫与害虫防治
- 1个广东省一级重点学科：植物保护
- 1个农业部重点学科：植物病理学学科
- 2个广东省重点学科：昆虫学、植物营养学

## 参看
- 华南农业大学